# Dodge Racing: Hemi Edition
Dodge Racing: Hemi Edition es un videojuego de carreras desarrollado por WildTangent y publicado por DaimlerChysler en 2004.
El juego se lanzó en diferentes versiones cada una con temática de una marca en específico en las que se incluyen: Chrysler, Dodge (este juego) y Jeep.

## Jugabilidad
En este juego tomas el volante de un Dodge Durango, Magnum, Ram o SRT-4 y emprendes una aventura de manejo. Corres contra el reloj para completar el recorrido inicial de Coastline, luego desbloqueas dos nuevos entornos: Island Metro y Outback Rally. "Derrapas" en las esquinas y realizas otras maniobras para ganar puntos, canjéalos para desbloquear nuevos vehículos y mejora los paquetes de equipamiento en Mopar Speed Shop. Las tablas de clasificación en línea le permiten publicar sus puntajes y promocionar tu éxito.